# U Velorum
U Velorum är en halvregelbunden variabel av SR-typ i stjärnbilden Seglet.
Stjärnan varierar mellan visuell magnitud +7,87 och 8,19 med en period av 37 dygn.